# Youngtown
Youngtown é uma vila localizada no estado americano do Arizona, no condado de Maricopa. Foi incorporada em 1960.

## Geografia
De acordo com o United States Census Bureau, a vila tem uma área de 4 km², onde 3,9 km² estão cobertos por terra e 0,1 km² por água.

### Localidades na vizinhança
O diagrama seguinte representa as localidades num raio de 16 km ao redor de Youngtown.

## Demografia
Segundo o censo nacional de 2010, a sua população é de 6 156 habitantes e sua densidade populacional é de 1 553,5 hab/km². É a quarta localidade mais densamente povoada do Arizona. Possui 2 831 residências, que resulta em uma densidade de 714,4 residências/km².